# Бернхард, Томас

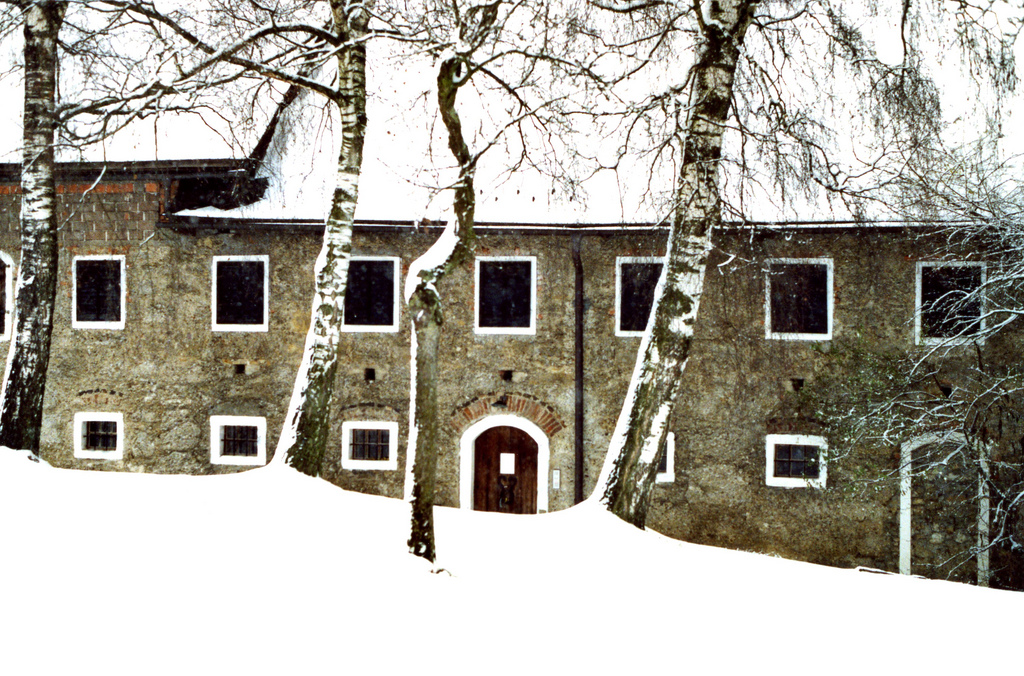
Дом Томаса Бернхарда, Видеоарт (2006), Кристиан Тоннис

То́мас Бе́рнхард (нем. Thomas Bernhard; 9 февраля 1931[…], Херлен, Лимбург — 12 февраля 1989[…], Гмунден, Верхняя Австрия) — крупнейший австрийский прозаик и драматург.

## Биография
Томас Бернхард, будучи внебрачным ребёнком, воспитывался в Австрии родителями матери; дед по материнской линии Йоханнес Фроймбихлер был писателем. Учился в католической школе, оставил её в 1947 году, начав работать продавцом в лавке. В 1949—51 годах находился на излечении в лёгочном санатории, болезнью лёгких страдал всю жизнь.
В 1955—57 годах обучался актёрскому мастерству в Зальцбургском университете музыкального и драматического искусства «Моцартеум». Затем полностью посвятил себя литературе. В 1965 году переселился в собственный дом в округе Гмунден, где и умер в 1989-м.

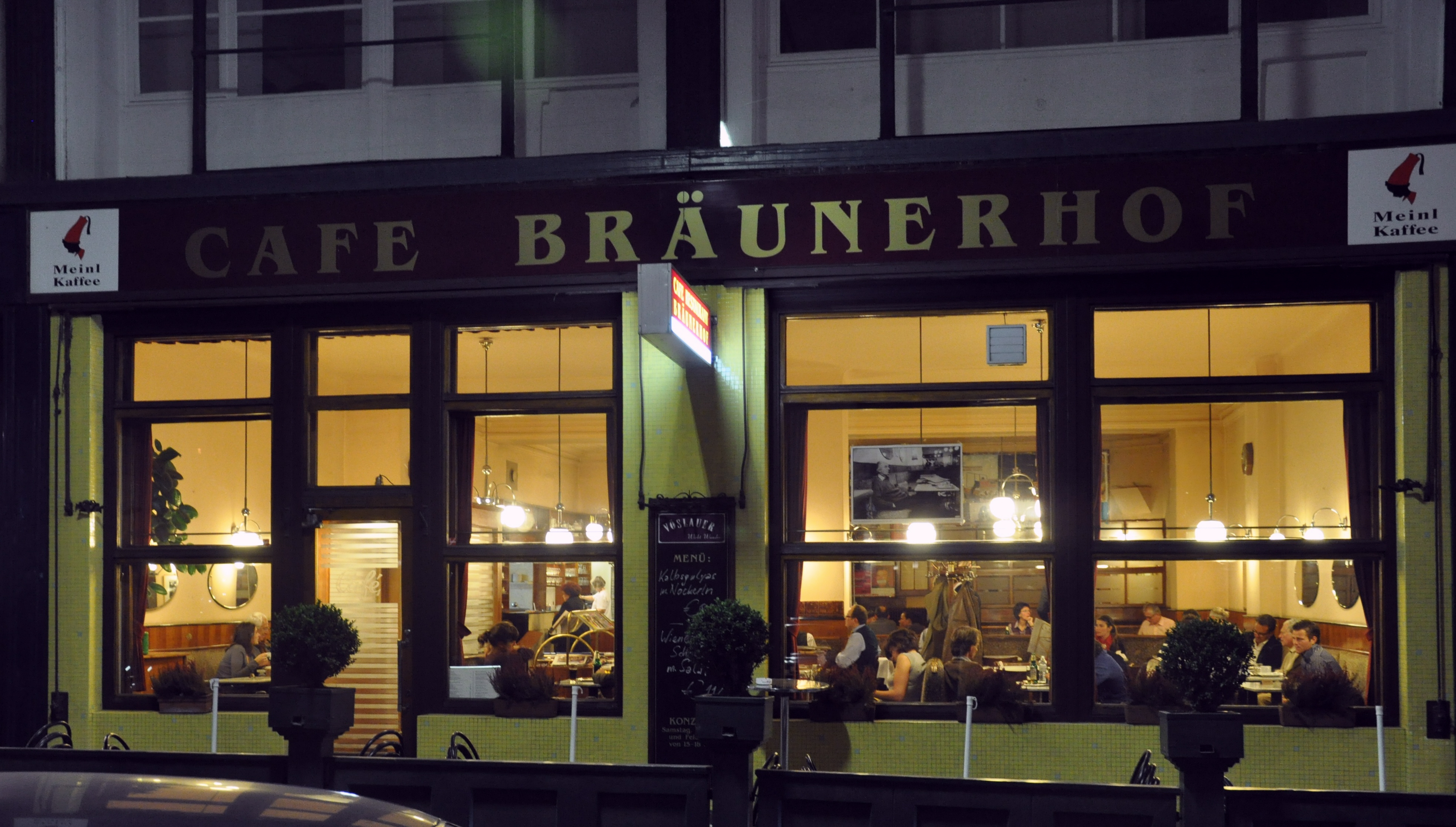
Любимое венское кафе Бернхарда

## Творчество
Томас Бернхард нашёл своего режиссёра в лице Клауса Паймана, который ставил его пьесы в Бохуме и в венском Бургтеатре, ему Бернхард посвятил и свою последнюю пьесу «Клаус Пайман покупает себе брюки…» (Claus Peymann kauft sich eine Hose und geht mit mir essen), которая идёт в настоящее время на сцене театра «Берлинер ансамбль». Среди пьес есть и написанные специально для известных актёров: «Минетти» (1977) — для Бернхарда Минетти, «Риттер, Дене, Фосс» (1984) — для Ильзе Риттер, Кирстена Дене и Герта Фосса.
Болезненный одиночка, непримиримый к любой фальши в личных и общественных отношениях, Бернхард своей жесточайшей критикой всех институтов австрийского общества снискал в стране репутацию очернителя и публичного скандалиста. В завещании запретил публикацию и постановку своих произведений в Австрии.

## Признание
Лауреат премии города Бремен (1965), Австрийской государственной премии (1968), премий Антона Вильдганса (1968), Георга Бюхнера (1970), Франца Грильпарцера и Франца-Теодора Чокора (обе 1972), Международной литературной премии Монделло (1983), Премии Фельтринелли (1987), французской Премии Медичи (1988) и др.

## Произведения

### Романы и повести
- Frost/ Стужа (1963)
- Verstörung/ Помешательство (1967)
- Das Kalkwerk / Известковый карьер (1970)
- Korrektur /Корректура (1975)
- Ja/ Да (1978)
- Die Billigesser/ Любители дешевых обедов (1980)
- Beton/ Бетон (1982)
- Wittgensteins Neffe/ Племянник Витгенштейна (1982)
- Der Untergeher / Пропащий (1983)
- Holzfällen: Eine Erregung/ Лесоповал (1984)
- Alte Meister/ Старые мастера (1985)
- Auslöschung/ Изничтожение (1986)

### Пьесы
- Ein Fest für Boris/ Вечеринка для Бориса (1968)
- Der Präsident/ Президент (1975)
- Minetti/ Минетти (1977, для актёра Бернхарда Минетти)
- Vor dem Ruhestand/ Перед отставкой(1979)
- Über allen Gipfeln ist Ruh/ Над высью горной тишь (1981)
- Ritter, Dene, Voss / Риттер, Дене, Фосс(1984)
- Der Theatermacher/ Лицедей (1984)
- Elisabeth II/ Елизавета II (1987)
- Heldenplatz / Площадь героев (1988)

### Другие сочинения
- In hora mortis/ В смертный час (1958, стихотворения)
- Ereignisse/ Происшествия (1991, рассказы)

## Публикации на русском языке
- Мидленд в Стильфсе // Австрийская новелла XX века. — М.: Художественная литература, 1981. (Записан как Томас Бернгард.)
- Избранное: Рассказы и повести. — М.: Радуга, 1983. — 271 с.
- Подвал // Иностранная литература. 1983. № 11.
- Мороз. Таллинн, 1984.
- Ребёнок как ребёнок // Повести австрийских писателей. — М.: Радуга, 1988.
- Трагедия? Или комедия? // Искусство и художник в зарубежной новелле XX века. СПб., 1992.
- Старые мастера. М., 1995. (Серия «Альманах немецкой литературы»).
- Яурегг // Нева. 1997. № 6.
- Видимость обманчива и другие пьесы. — М.: Ad Marginem, 1999. — 718 с.
- Стужа. — М.: Симпозиум, 2000. — 491 с.
- Племянник Витгенштейна // Иностранная литература. 2003. № 2.
- Происшествия // «Креатив&creativity», журнал. 2005.
- Всё во мне…: Автобиография: Повести. — СПб.: Издательство Ивана Лимбаха, 2006. — 573 с.
- Пропащий; Знаменитые; Имитатор голосов // Иностранная литература. 2010. № 2.
- Из книги «Имитатор голосов» // Носорог. Зима 2017/2018. № 7.
- Происшествия / Перевод с немецкого Е. Гайдуковой, А. Огнева, В. Черкасова. М.: Либра, 2018.